# Nabije buitenland

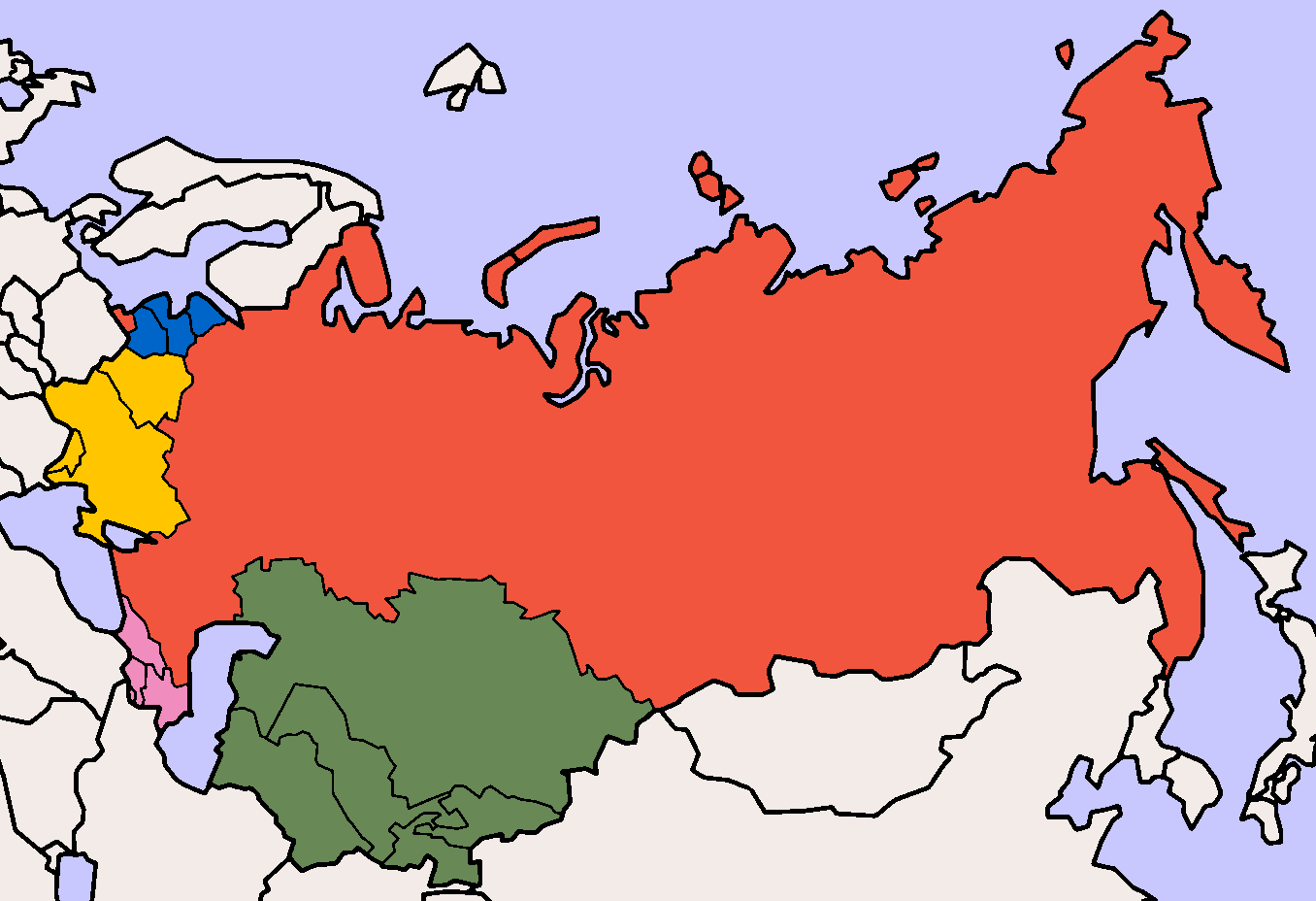
Rusland
Nabije buitenland:
Baltische staten
Oost-Europa
Zuidelijke Kaukasus
Centraal-Azië

Nabije buitenland (Russisch: ближнее зарубежье; blizjneje zaroebezje) is de Russische benaming in het buitenlands beleid voor de onafhankelijke landen die tot 1991 onderdeel uitmaakten van de Sovjet-Unie, namelijk Armenië, Azerbeidzjan, Estland, Georgië, Kazachstan, Kirgizië, Letland, Litouwen, Moldavië, Oekraïne, Oezbekistan, Tadzjikistan, Turkmenistan en Wit-Rusland. De term dook op in de jaren 1990 en werd al snel een algemeen gebruikt begrip. In de westerse pers wordt het vaak tussen aanhalingstekens gebruikt in de context van activiteiten die zouden wijzen op de "imperiale ambities" van Rusland.
Voor andere landen, inclusief buurlanden zoals als Finland en de Volksrepubliek China, wordt in Rusland ook wel de term verre buitenland (dalneje zaroebezje) gebruikt.